# Lakana

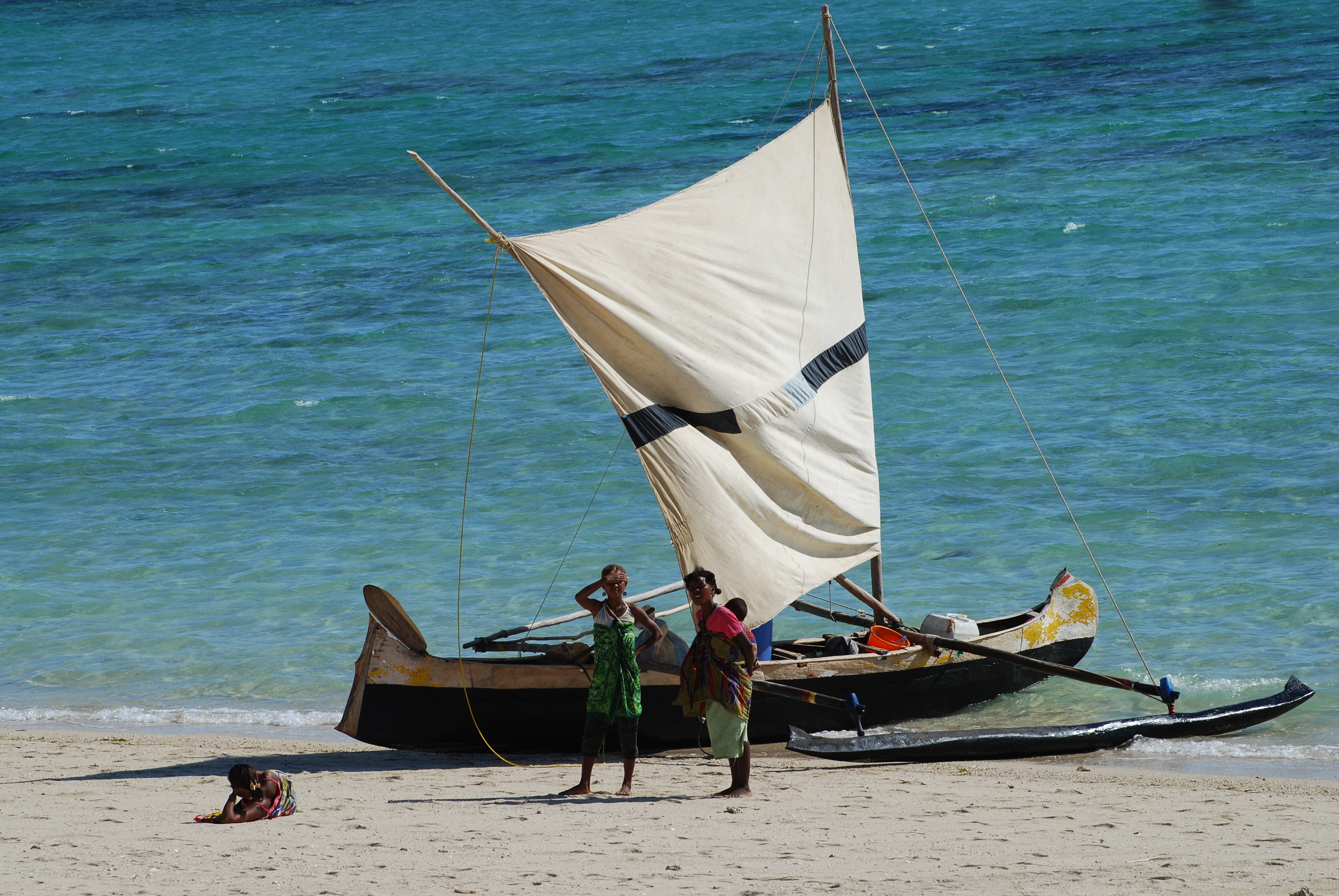
Un lakana traditionnel de Madagascar avec sa voile austronésienne

Le lakana, également connu sous le nom de la'kana, laka ou vintana, est un type de pirogue à balancier traditionnel, à voile austronésienne, utilisé par les Malgaches à Madagascar.  

## Description
C'est un canoë à double tangon de part et d'autre de la coque principale. Il est traditionnellement gréé avec une voile austronésienne, même si la plupart des lakana modernes sont équipés de moteurs.  
La technologie de pirogue à balanciers a été adaptée dans d'autres pays d'Afrique, comme le ngalawa en Tanzanie,. Un système similaire est le laana utilisé par les Peuls en Afrique de l'ouest et centrale[réf. nécessaire].   